# La Liberté d'être libre
La Liberté d'être libre, sous-titré Les conditions et la signification de la révolution, est un essai politique de la philosophe Hannah Arendt écrit entre 1966 et 1967 et publié à titre posthume en 2017.

## Genèse
Arendt rédige cet ouvrage dans un contexte politique sortant de la crise de Cuba et pendant la guerre du Viêt nam. Elle poursuit dans cet ouvrage la pensée qu'elle avait développée dans son Essai sur la Révolution, publié en 1963.

## Découverte
Le texte a été découvert en 2017, dans le fonds Hannah Arendt de la Bibliothèque du Congrès de Washington, par Jerome Kohn, directeur du centre Hannah Arendt de New York.

## Résumé
La philosophe analyse dans cet essai les modalités des révolutions, partant de deux exemples majeurs, la Révolution française et la Révolution américaine. Le mot révolution désignait auparavant une restauration des libertés. Lors de ces bouleversements politiques, il a pris son sens contemporain, celui de l'instauration d'une nouvelle liberté politique. Ce dernier mot, liberté, a aussi vu son sens évoluer lors de ces révolutions ; là où il ne désignait avant que l'exercice des droits civiques, il s'est étendu, pour l'individu, à « l'admission dans le domaine public et l'autorisation à participer aux affaires publiques ». La liberté se distingue alors de la libération, qui n'est qu'une sortie de l'oppression, sans nécessairement l'instauration de libertés ensuite.
Une révolution a lieu lorsque le pouvoir perd de son autorité, l'armée ne lui obéit plus. Il suffit alors à un groupe de personnes prêtes à assumer le pouvoir à le « ramasser quand il traîne dans la rue ». Mais il est nécessaire d'avoir une certaine conception de la liberté avant de se battre pour elle. C'est grâce à la découverte des philosophes antiques que les révolutionnaires français et américains ont pu avoir conscience de l'importance de la liberté politique.
Cependant, la révolution française s'est soldée par un échec tandis qu'elle a été un succès aux États-Unis. Cela s'explique par le fait que les Français n'avaient pas « la liberté d'être libres », c'est-à-dire que le peuple, pauvre, était obligé de travailler et n'était pas libéré du besoin. Il n'avait donc pas de temps à consacrer à la liberté politique. En revanche, aux États-Unis, l'esclavage a fait qu'une majorité des citoyens avaient le temps de faire de la politique. Avoir une idée de la liberté n'est donc pas suffisant, il faut aussi être libre de l'appliquer.
Cependant, comme la Révolution française a échoué, elle s'est traduite en absolutisme. C'est d'ailleurs le cas d'une majorité de révolutions contemporaines, comme la révolution russe. Dans ces cas, les citoyens perdent toute liberté. En effet, les révolutions « posent la question de la liberté politique sur le mode le plus réel et le plus radical », elles prennent donc le risque de tout perdre.